# Sonderwaffenlager Finsterwalde

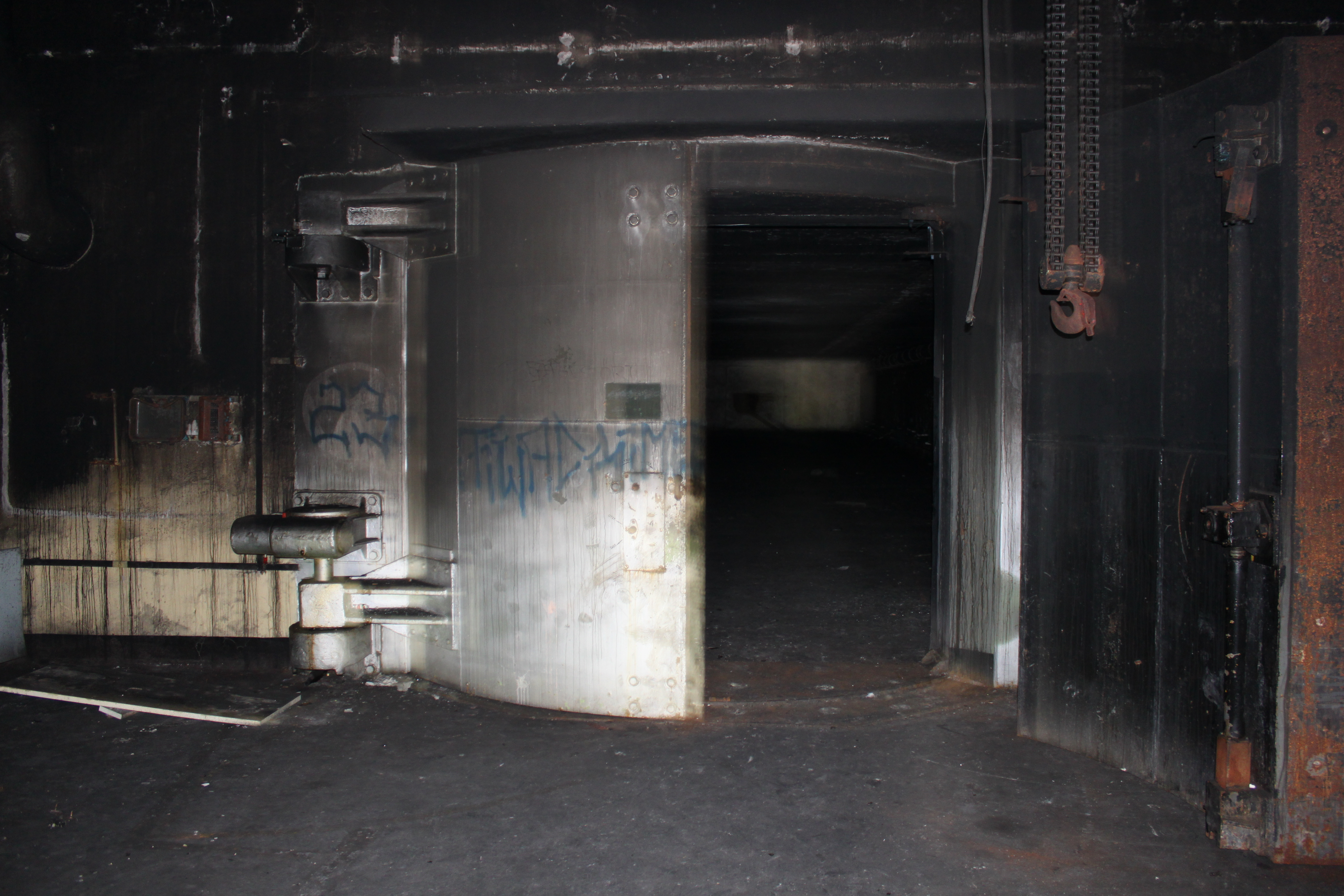
Drucktor vor dem Lagerraum

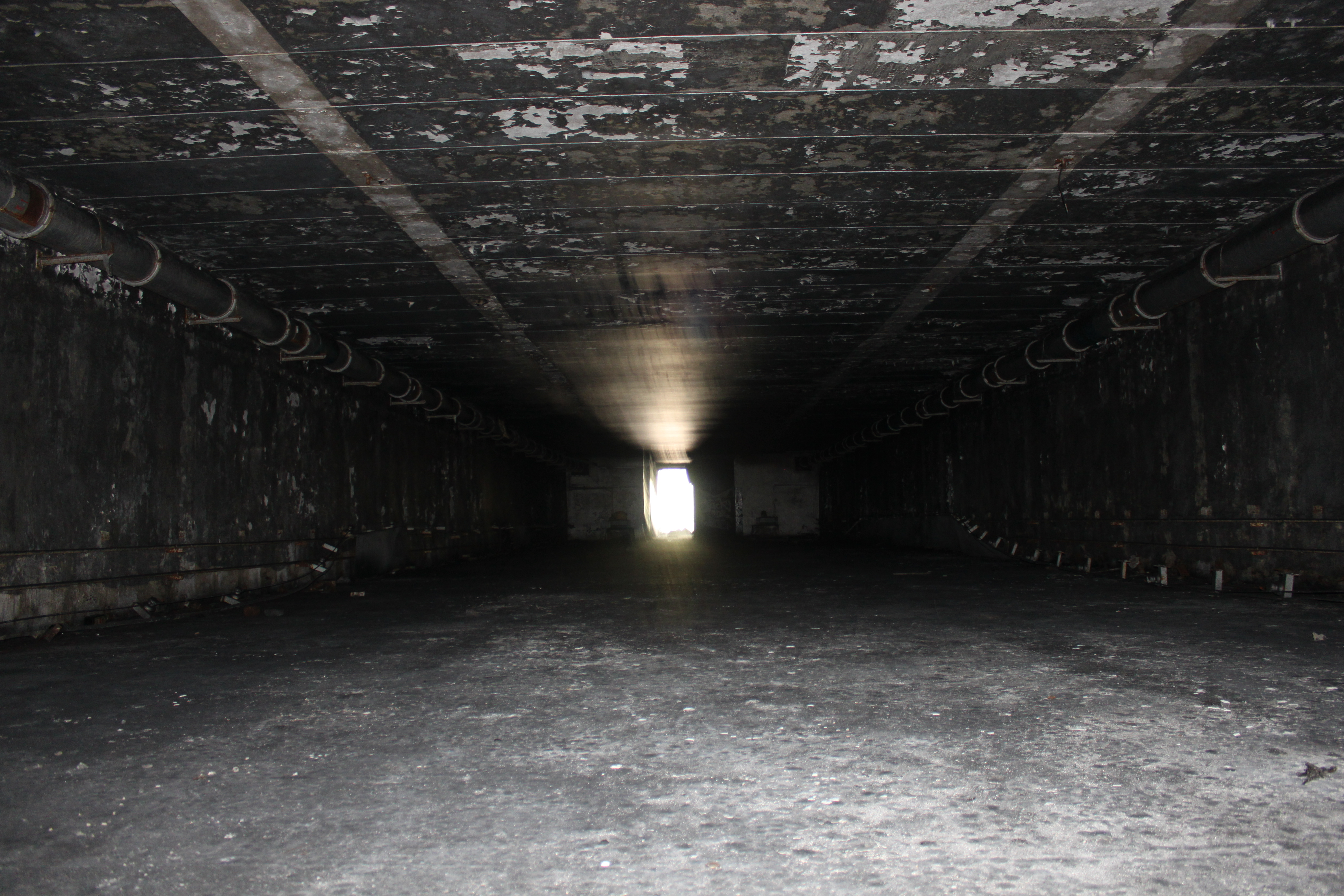
Lagerraum

Das Sonderwaffenlager Finsterwalde, offizielle Tarnbezeichnung war 2952 Reparatur-Technische Basis der Luftstreitkräfte (2952 RTB WWS), befindet sich bei Finsterwalde, auf dem Gelände des Flugplatzes Finsterwalde im heutigen Landkreis Elbe-Elster, Brandenburg. Es war ein Sonderwaffenlager der GSSD (Gruppe der Sowjetischen Streitkräfte in Deutschland).
Die hier gelagerten nuklearen Freifallbomben wurden wahrscheinlich für das auf dem Fliegerhorst Finsterwalde stationierte 559. Jagdbombenfliegerregiment vorgehalten. Das Regiment gehörte zur 105. Jagdbombenfliegerdivison in Großenhain, die der 16. Luftarmee unterstellt war.
Die Lagerkapazität betrug 40 bis 80 Atomsprengköpfe, die für die in Finsterwalde stationierten Jagdbomber Suchoi Su-7, später für die MiG-23BM und verschiedene Versionen der MiG-27 vorgehalten wurden.

## Aufbau
Das Sonderwaffenlager wurde zwischen 1961 und 1964 als erdangedeckter Lagerbunker mit etwa 1,50 Metern Erdschüttung errichtet. Der monolithische Lagerbunker (nach derzeitigem Wissensstand Typ Basalt) befindet sich hinter einem zweigeschossigen technischen Bereich. Die Bunkeranlage hat eine Ausdehnung von etwa 70 m × 10 m, wobei der Lagerraum etwa 40 m × 9 m misst. Im technischen Bereich befanden sich die lufttechnische Anlage, die elektrotechnische Anlage, die Kälteerzeugung sowie die Dienst- und Aufenthaltsräume der Bunkermannschaft. Die Netzersatzanlage war extern angelegt. Vor dem Lagerraum befand sich im sechs Meter hohen Umschlagraum ein Portalkran. Der Bunker konnte komplett befahren werden. Zwei etwa 45 Zentimeter starke hydraulisch angetriebene massive Drucktore (je etwa 25 Tonnen) fanden sich jeweils an der Kfz-Zufahrt und vor dem eigentlichen Lagerraum. Dazwischen befanden sich ursprünglich noch ein einseitig angeschlagenes und versenkbares Hermetiktor sowie ein einfaches dünnwandiges Doppelflügeltor. Der Bunker wurde von etwa 600 Mann einer KGB-Sondereinheit bewacht und unterlag höchster Geheimhaltung.
Die Bunkeranlage ist nach dem Abzug der russischen Truppen ungenutzt. Aufsehen erregte eine leere Holzkiste, die im Bunker nach Abzug der Roten Armee von einem Filmteam des Mitteldeutschen Rundfunks gefunden wurde. Die Kiste war zur Lagerung eines 360 kg Kernsprengkopfes mit der Nummer 38 vorgesehen. Da die Kiste leer war, stellte sich die Frage, wohin der Sprengkopf verbracht wurde und warum ohne die Transportkiste.
Durch Vandalismus und Brandstiftung ist der Bunker weitgehend zerstört worden.